# Бальи

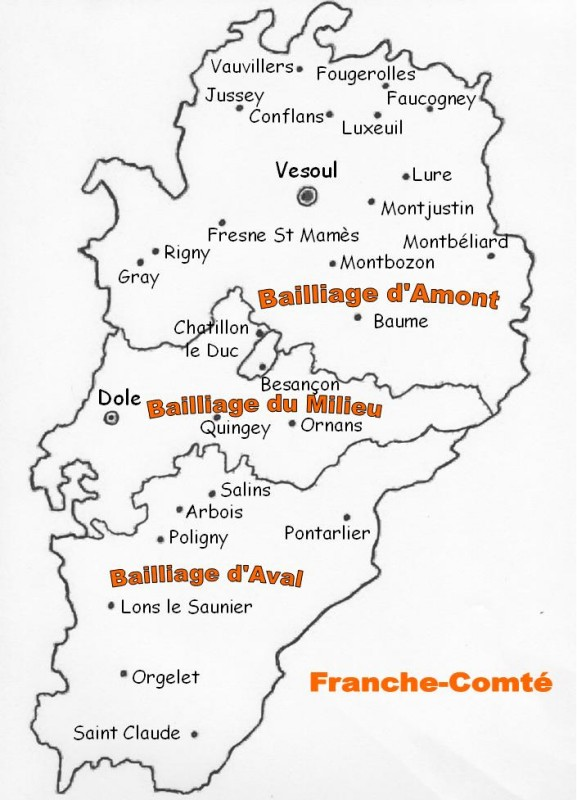
Бальяжи Франш-Конте

Бальи́ (фр. bailli) — в дореволюционной Франции представитель короля или сеньора, управлявший областью, называемой бальяжем, в которой представлял административную, судебную и военную власть. В Южной Франции подобные же функции выполняли сенешали.

## Этимология
Слово «бальи» (бажюль, бэль) происходит, по всей видимости, от латинского «bajulus» — то есть «носильщик», «бременосец», «разносчик». Как считается, во Франции титул «bajule» впервые ввёл в обиход Карл Великий, присвоив его воспитателю Людовика Благочестивого, Арнульфу.

## Бальи во Франции
Должность бальи была учреждена в XII веке королём Филиппом Августом, разделившим королевский домен на части, называемые бальяжами. Отправляясь в Крестовый поход в 1190 году, Филипп Август поручил управление бальи частями королевского домена, специально обязав их править суд не реже чем раз в месяц, причём специально оговорив, что под их юрисдикцию в первую очередь попадают дела о предательстве, убийстве или похищении людей. Под началом бальи должны были находиться городские прево, ему же давалось право обжаловать их решение.
Высшей инстанцией по отношению к бальи должен был служить регентский совет, куда полагалось при необходимости подавать жалобу на его решения, и куда бальи должен был лично являться для отчёта.
Далее, кроме чисто судейских обязанностей, на бальи возлагался также надзор за сбором налогов, управление администрацией бальяжа от имени короля, разбор жалоб на королевских вассалов и командование местными войсками.
Людовик Святой поставил на завоёванных землях четырёх новых т. н. «великих бальи»: для графства Вермандуа — в Сен-Кантене, для Шампани — в Сансе, для Бургундии — в Маконе и для Оверни — в Сен-Пьер-ле-Мутье.
В то же время, во избежание злоупотреблений, Людовик (ордонансами 1254 и 1256 годов) и вслед за ним Филипп Красивый (в 1303 году) пытались ограничить власть этих чиновников определёнными правилами. Так, для бальи было запрещено в месте исполнения ими своих обязанностей — приобретать собственность, принимать подарки, жениться или женить детей, им отныне запрещалось после выхода в отставку задерживаться на прежнем месте более сорока дней; исключением являлся случай, если уже бывшему бальи требовалось выступать ответчиком в суде. Им полагалось судить «великих и малых по одним и тем же законам». Также бальи отныне вменялось в обязанность лично являться перед королевским парламентом, где они давали отчёт в своих судебных решениях, управлении и финансовой политике.
По сути дела, все эти запрещения были направлены против возможности для бальи узурпировать власть и превратиться из королевского чиновника в фактического хозяина области — при том, что должность их сама по себе должна была укреплять королевскую власть в противовес феодальной.
Так, в одном из назначений, сделанных в те же времена, бальи уполномочивался, в случае если «до вашего слуха дошло, что духовные монсеньоры, представители церкви чинят кому-то обиды, вы обязаны о том известить короля; ежели светские монсеньоры желают применить к вам силу, вы не обязаны это терпеть; ежели монсеньоры адвокаты желают пожрать народ, вы должны собрать о том исчерпывающие сведения и дать о том знать королю.»
Интересно также, что бальи должен был среди прочего быть «легистом» — то есть заниматься специальным, исчерпывающим для того времени изучением законов и обычаев. Это также накладывало некоторые ограничения; так, в XIV веке вошло в обыкновение назначать для одного и того же района двух бальи, как было сказано в соответствующем документе, «бывший единственным — хороший воин, при том, что недостаточно сведущ в разборе жалоб».
В это же время должность, бывшая ранее единой, по сути своей распадается на две — появляются бальи «мантии» и «шпаги» — первые как судебные чиновники, вторые — военные.
В 1413 году Карл VI после бунта кабошьенов в Париже своим ордонансом разрешил бальи под свою личную ответственность назначать себе заместителя, который мог бы взять на себя судейские функции. Во времена Карла VII (ордонанс 1454 года) количество заместителей возросло до двух — один из них уполномачивался заведовать «общими», другой — «частными» судебными делами. Карл VIII в 1493 году сделал назначение заместителей строго обязательным. Людовик XII передал парламенту права назначать и самих бальи и их заместителей, причем от последних требовалось быть лицензиатами общего и канонического права.
В дальнейшем количество заместителей продолжало расти. Каждый бальи постепенно обзаводился заместителем по общему криминальному праву, по общему гражданскому праву, и множеством заместителей по частным вопросам. В 1561 году обязанности бальи «длинной мантии» (то есть судейского) и бальи «короткой мантии» (то есть военного) были жёстко и окончательно разделены, с 1579 года военному бальи окончательно было запрещено заниматься вопросами судопроизводства.
К началу XVI века военные функции бальи отошли к губернаторам, сбор налогов — к специально для этого назначавшимся чиновникам, и бальи превратился (при смешении обязанностей, характерном для этих времён) в командующего местным ополчением, а в XVII и XVIII веках — в дворянского губернатора, сохранившего, впрочем, свои привилегии и назначавшегося обязательно из аристократов.
Сеньоры отдельных земель также имели собственных бальи, имевших те же права, что и королевские бальи в соответствующем домене. Во многих епископствах и аббатствах имелись собственные бальи.
В Париже «дворцовый бальи» во Дворце Правосудия исполнял функции легиста. «Судебный бальи» в соборе Нотр-Дам выступал как специалист по каноническому праву, собственный бальи имелся также в Парижском арсенале.
Окончательно должность бальи исчезла в послереволюционной Франции.

## Мальтийский орден
В мальтийском ордене должность бальи соответствовала офицеру, следующему по старшинству за великим приором, и являлась старшей по отношению к командору.

## В Швейцарии
В Швейцарии бальи выполнял обязанности главы судебного округа (Landvogt), в его руках сосредотачивалась исполнительная власть. В кантонах, где говорили по-немецки, титулу бальи соответствовал амтманн (Amtmann или Ammann), выбиравшийся гражданами кантона — в таком случае, он носил имя Landammann, города — Stadtammann или коммуны Gemeindeammann.

## На Нормандских островах
Со времён Генриха II на Нормандских островах и в самой Нормандии, бывшей частью английского королевства, существовал бэйкли (совр. бейлиф), чьи обязанности соответствовали королевскому бальи. На островах эта должность существует и поныне — бейливик.